# Schloss Waldleiningen

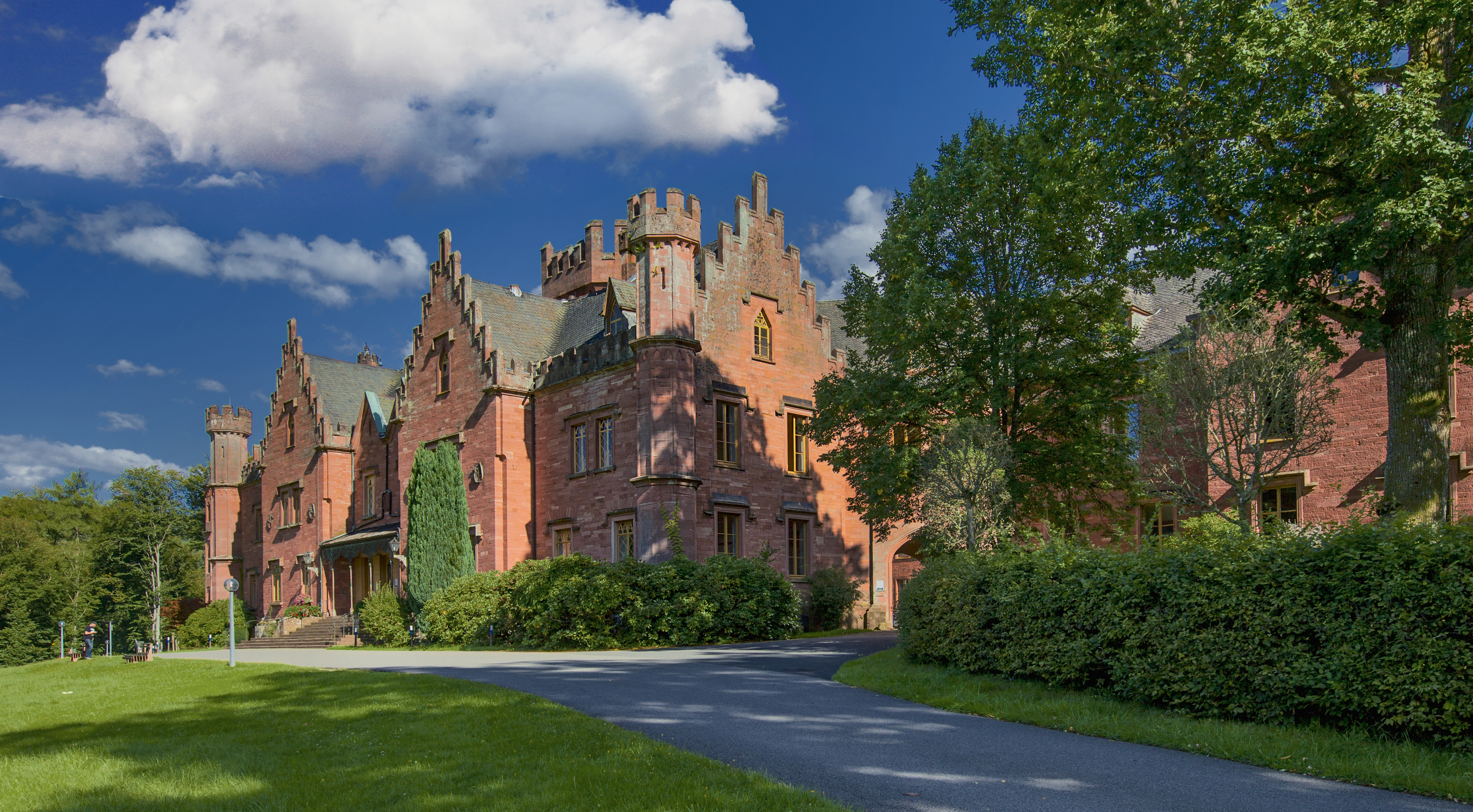
Schloss Waldleiningen

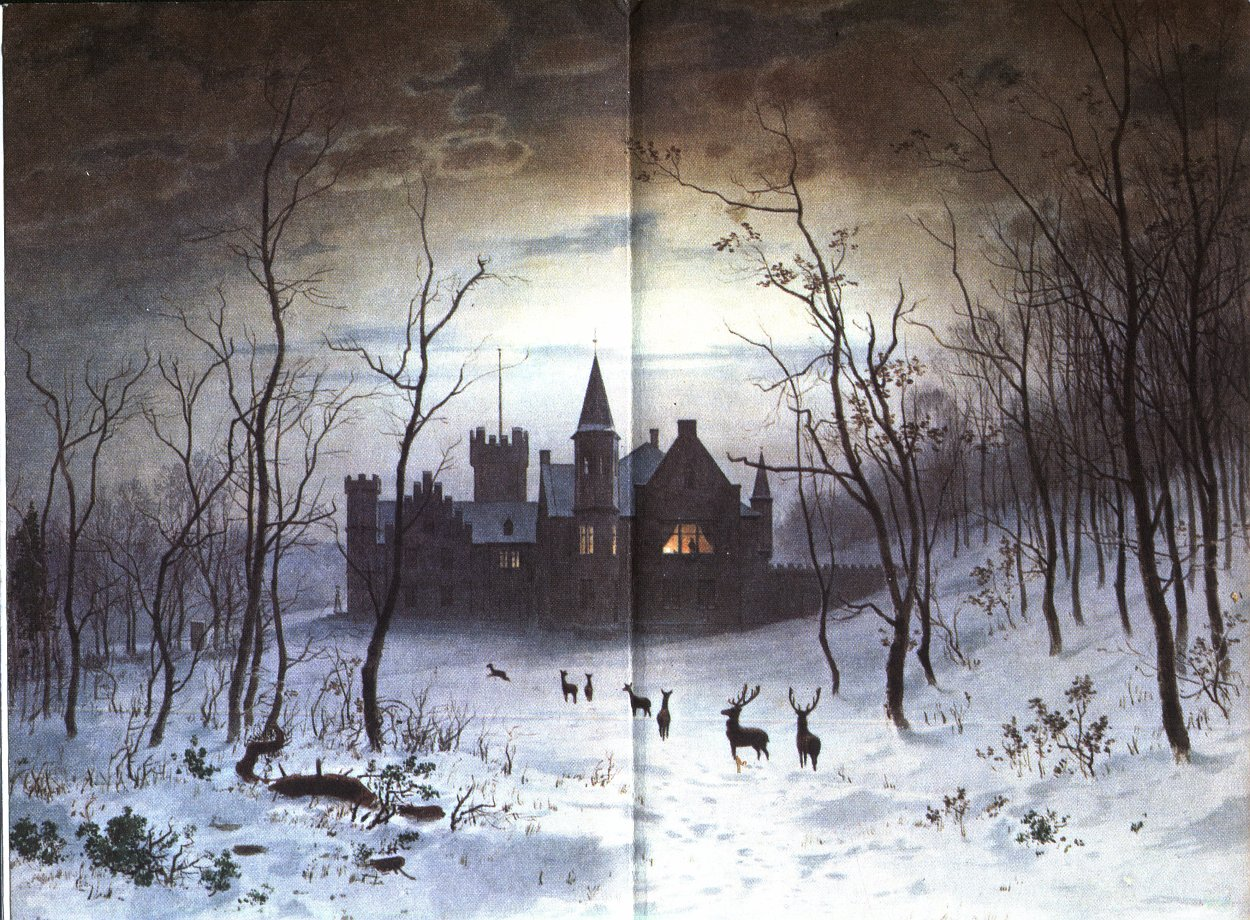
Schloss Waldleiningen als Aquarell von Carl Theodor Reiffenstein aus der Mitte des 19. Jahrhunderts

Schloss Waldleiningen ist eine romantische Schlossanlage in der Gemarkung Mörschenhardt der Gemeinde Mudau (einer zum Neckar-Odenwald-Kreis gehörenden Gemeinde in Baden-Württemberg) unterhalb des Odenwaldlimes in einem Seitental. Das Schloss beherbergt eine psychosomatische Klinik.

## Geschichte
Nachdem das Fürstenhaus Leiningen 1803 als Entschädigung für seinen an Frankreich verlorenen Herrschaftsbereich in der Pfalz das Fürstentum Leiningen erhalten hatte, richtete Fürst Emich Carl zu Leiningen in einem abgelegenen Tal seines neuen Fürstentums im Odenwald einen großen Wildpark ein, der sich über mehrere Gemarkungen im heutigen Baden-Württemberg, in Bayern und Hessen erstreckte. Dort errichtete er zunächst ein Jagdhaus. In Erinnerung an seine verlorenen Pfälzer Gebiete nannte er diesen zunächst einfachen Holzbau nach einem seiner dortigen Jagdgründe Waldleiningen.
Am Hang des Steinichtals entstand zwischen 1808 und 1810 ein damals modisches gotisches Ruinengemäuer mit Türmchen und Erkern. Diese Anlage war schon bald baufällig und wurde von seinem Sohn, Fürst Karl zu Leiningen, abgerissen und mit dem heutigen Schloss ersetzt.
Das Schloss wurde ab 1828 in Anlehnung an britische Schlösser erbaut, wie beispielsweise Abbotsford, das Haus des weltberühmten schottischen Schriftstellers Walter Scott, und von den Nachfolgern des Fürsten 1873 vollendet. Baumeister des Schlosses war der Architekt Karl Brenner, künstlerischer Berater der Hofmaler Sebastian Eckhardt.
Im Zweiten Weltkrieg wurde das Schloss als Kriegslazarett genutzt und später in eine psychosomatische Klinik umfunktioniert, die vom Fürstenhaus als Privatbetrieb geführt wird.
Im September 1949 fand auf Einladung des hessischen Staatsministeriums eine Konferenz über die „Einführung der politischen Wissenschaften an den deutschen Universitäten und Hochschulen“ statt. Sie gilt als Gründungskonferenz der Politikwissenschaft in Deutschland.